# 各国の統治体制の一覧
世界各国の統治体制一覧（せかいかくこくのとうちたいせいいちらん）では、現在の世界各国の政治体制の国を一覧にしている。

## 共和制

### 大統領制
大統領は国家元首及び政府の長を務めているため、立法府から独立して選出される。これらの国では行政権は大統領に属している。首相を擁する大統領制の国では、首相は大統領の補佐職になっている。
首相のいない大統領制
- アメリカ合衆国
- アンゴラ
- インドネシア
- ウルグアイ
- エクアドル
- エルサルバドル
- ガーナ
- ガンビア
- キプロス
- キリバス
- グアテマラ
- ケニア
- コスタリカ
- コモロ
- コロンビア
- ザンビア
- ジンバブエ
- スリナム
- セーシェル
- チリ
- ドミニカ共和国
- トルクメニスタン
- トルコ
- ナイジェリア
- ナウル
- ニカラグア
- パナマ
- パラグアイ
- フィリピン
- ベナン
- ベネズエラ
- ボツワナ
- ボリビア
- ホンジュラス
- マーシャル諸島
- ミクロネシア連邦
- 南アフリカ共和国
- 南スーダン
- メキシコ
- モルディブ
- リベリア

最高指導者を擁する大統領制
- イラン [注 1]

など
首相を擁する大統領制
- アゼルバイジャン
- アブハジア
- アルゼンチン
- ウズベキスタン
- ウガンダ
- ガイアナ
- カザフスタン
- ガボン
- カメルーン
- 大韓民国
- コートジボワール
- ジブチ
- タジキスタン
- タンザニア
- 中央アフリカ共和国
- チュニジア
- ベラルーシ
- ペルー
- ブルンジ

### 半大統領制
大統領は国家元首、首相は政府の長と分担されている。大統領は議会の承認に基づき首相を任命するが、罷免権は保持しない。
- アルジェリア
- エジプト
- カーボベルデ
- 北キプロス・トルコ共和国
- コンゴ民主共和国
- 東ティモール
- 中華民国
- フランス
- ハイチ
- マダガスカル
- 南オセチア
- モンゴル
- ニジェール
- ポルトガル
- ルーマニア
- サントメ・プリンシペ
- リトアニア
- ロシア

### 議会共和制
この制度に該当する国では大統領の権限の大半は儀礼的である。そのため、行政権は首相が握っている。
- アイスランド
- アイルランド
- アルバニア
- アルメニア
- イスラエル
- イタリア
- イラク
- インド
- エストニア
- エチオピア
- オーストリア
- 北マケドニア
- ギリシャ
- クロアチア
- コソボ
- サモア
- ジョージア
- シンガポール
- スロバキア
- スロベニア
- セルビア
- ソマリア
- チェコ
- ドイツ
- ドミニカ国
- トリニダード・トバゴ
- パキスタン
- ハンガリー
- バヌアツ
- バルバドス
- バングラデシュ
- フィジー
- フィンランド
- ブルガリア
- ボスニア・ヘルツェゴビナ
- ポーランド
- マルタ
- モンテネグロ
- モーリシャス
- ラトビア
- ルーマニア

など

### 議会統治制
この体制に属する国では、集団で国家元首兼政府の長を務めている。議会からメンバーが選出される。2カ国のみこの体制を維持している。
- サンマリノ[1]
- スイス

## 君主制

### 立憲君主制
この部類に属する国では君主が儀礼的な権限を保持することに限られている。そのため、議会議員から選出された首相が行政権を持つ。
- アンドラ
- イギリス
- 英連邦王国
  -  オーストラリア
  -  カナダ
  -  グレナダ
  -  ジャマイカ
  -  セントクリストファー・ネイビス
  -  セントビンセント・グレナディーン
  -  ソロモン諸島
  -  ツバル
  -  バハマ
  -  ベリーズ
  -  ニュージーランド
  -  パプアニューギニア
- オランダ
- カンボジア
- スウェーデン
- スペイン
- タイ
- トンガ
- デンマーク
- 日本
- ノルウェー
- ブータン
- ベルギー
- マレーシア
- モナコ
- モロッコ
- リヒテンシュタイン
- ルクセンブルク
- レソト
- バチカン市国

### 絶対君主制
この部類に属する国では君主が元首及び政府の長を兼任している。そのため、行政権は君主に属する。
- エスワティニ
- ブルネイ
- サウジアラビア
- オマーン

## 独裁国家

### 一党独裁制
この部類に属する国では党の指導性が掲げられている。そのため、行政権を握るのは指導政党の党首（総書記、書記長、第一書記）である。
- エリトリア
- キューバ
- 中華人民共和国
- 朝鮮民主主義人民共和国
- ラオス

### 軍事政権
この体制に属する国は国家の軍事指導部が非常事態の間、政府を掌握している。そのため、憲法が停止されている。
- ブルキナファソ
- チャド
- ギニア
- マリ
- ミャンマー

### 暫定政府
この体制に属する国は殆どの国が正当な政府として認めていない上、国内は混乱状態に陥っている。
- アフガニスタン
- イエメン
- スーダン
- リビア